# Max Grosch

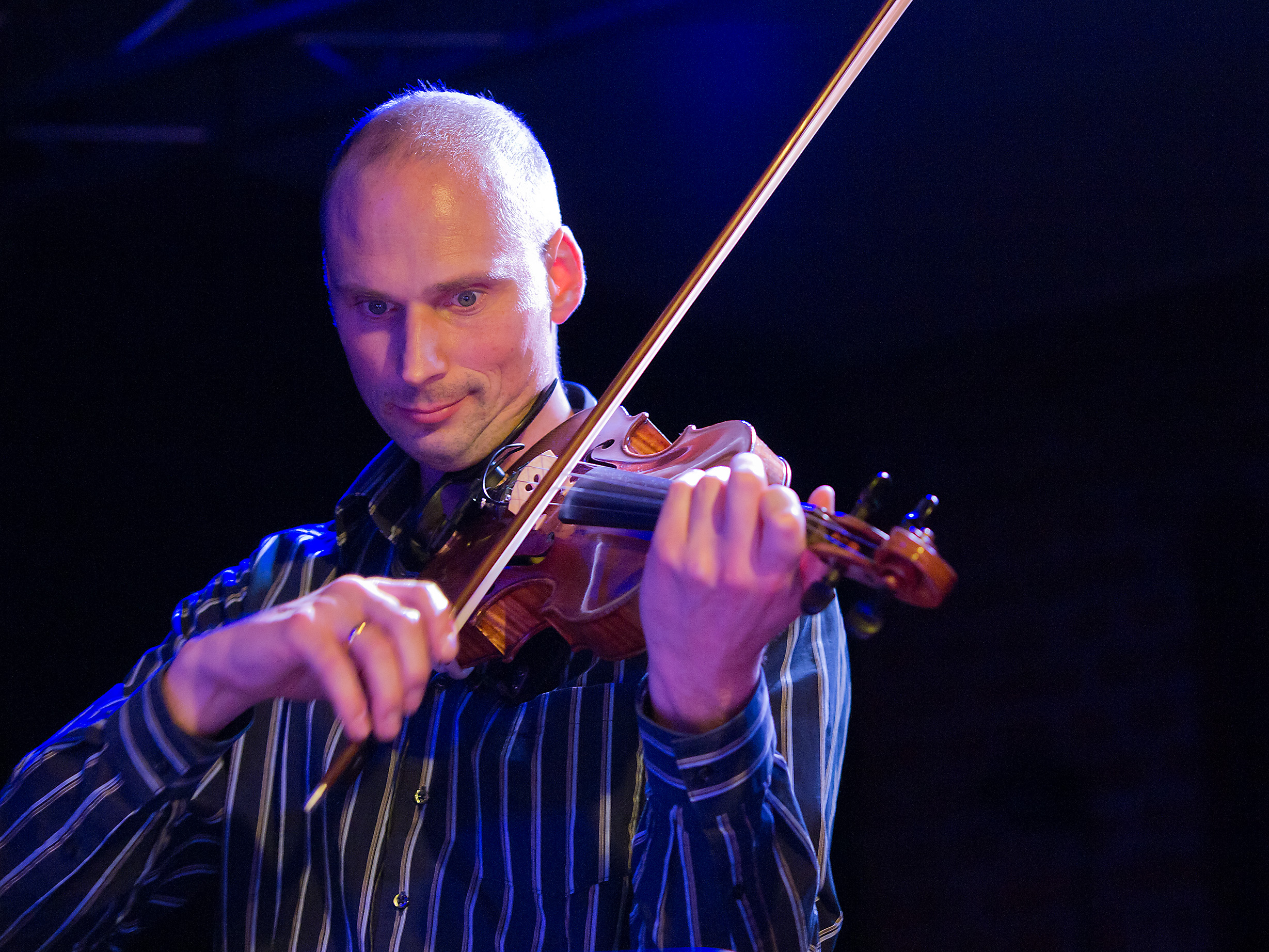
Max Grosch (2011)

Philip Maximilian „Max“ Grosch (* 30. Oktober 1974) ist ein deutsch-amerikanischer Jazzmusiker (Violine).

## Leben und Wirken
Grosch, der in Bernried am Starnberger See aufwuchs, erhielt mit vier Jahren ersten Geigenunterricht. Als klassischer Instrumentalist absolvierte er den Bachelorstudiengang am Leopold-Mozart-Konservatorium in Augsburg bei Lydia Dubrovskaya, um dann mit einem Stipendium seinen Master an der University of Houston in der Klasse von Emanuel Borok zu machen. Mit einem weiteren Stipendium studierte er Jazz an der New School University in New York.
Grosch gründete 2001 mit Jan Eschke, Andreas Kurz und Bastian Jütte sein Quartett, mit dem mehrere Alben entstanden. Mit dem Organisten Matthias Bublath und wechselnden Schlagzeugern wie Shinya Fukumori oder Christian Lettner gründete er zudem seine Orgelband Organized 3, die mit Gastsolisten wie Vincent Herring, Florian Trübsbach, Takuya Kuroda oder Titus Vollmer konzertierte. Mit Kenny Werner arbeitete er (ebenso wie mit Bublath) im Duo. Gemeinsam mit seinem max.grosch.quartet und dem klassischen Diogenes Quartett entwickelte er das Crossover-Programm Brahms Meets Jazz.
Weiterhin trat er mit Musikern wie Junior Mance, Manuel Valera, Rufus Reid, Simone Zanchini, Nigel Hitchcock, Rick Margitza, Waldo Weathers, Christian Howes, Adrian Mears und der Gipsy Jazz Connexion um Jörg Seidel auf. Unter eigenem Namen veröffentlichte er vier Alben; des Weiteren ist er auf Alben von Torsten Goods und Fjoralba Turku/Geoff Goodman zu hören.
Grosch wurde 2004 auf die Professur für Jazzvioline am Kärntner Landeskonservatorium in Klagenfurt berufen; seit 2019 ist er stellvertretender Vorstand des Jazz/Pop-Instituts der Gustav Mahler Privatuniversität für Musik (das aus dem Landeskonservatorium entstand). Außerdem unterrichtet er seit 2012 an der Hochschule für Musik in München. 2017 begründete er das Bernrieder Musikfestival, das er mit Stefan Kirpal leitet.

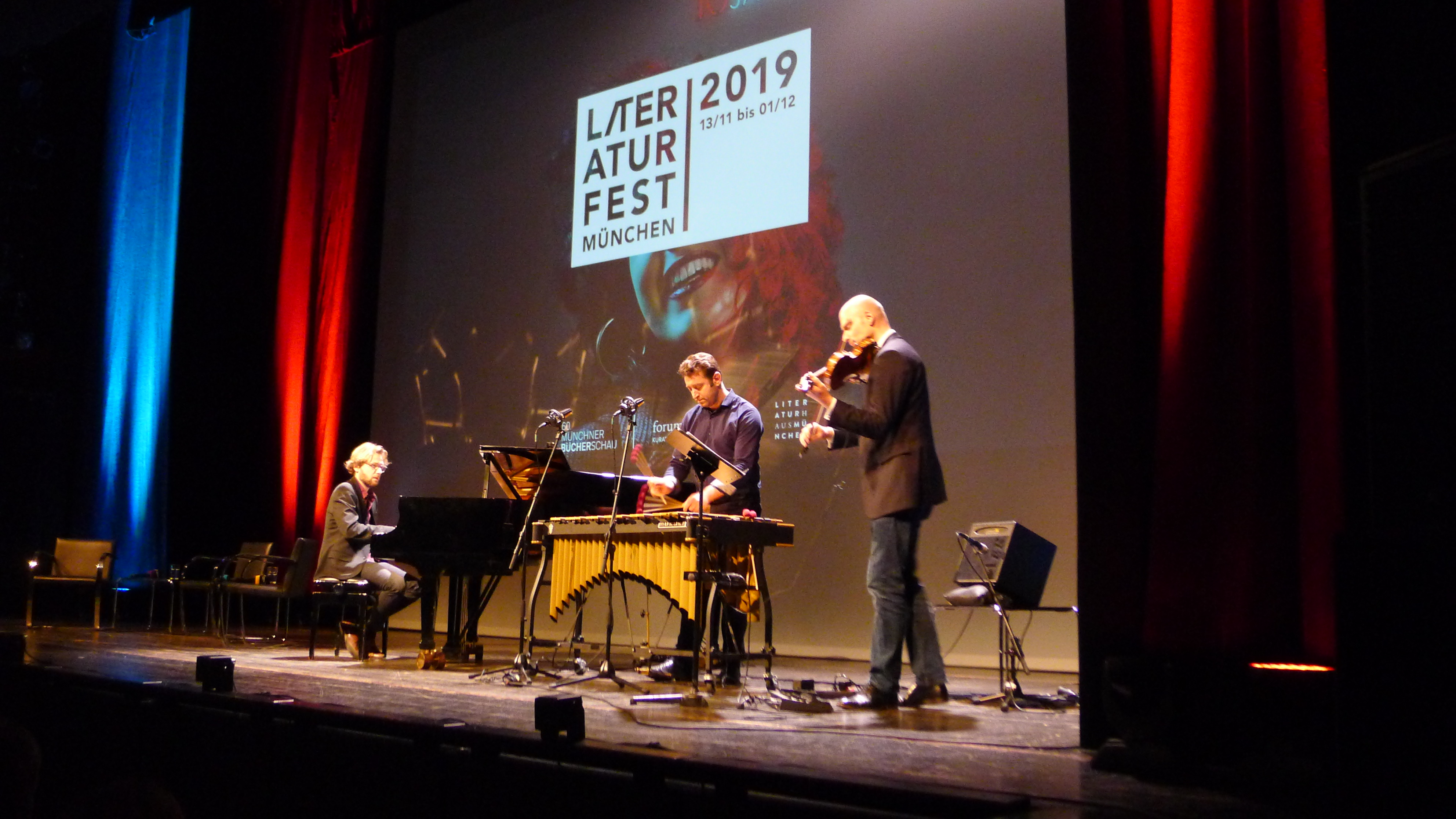
Max Grosch mit seinem Trio beim Literaturfest München (2019)

## Diskographische Hinweise
- max.grosch.quartet: We Will See (2004)
- max.grosch.quartet: Brahms Meets Jazz (2008)
- Max Grosch Trio Feat. Vincent Herring Gettin’ It Goin’ (Aktiv Sound Studio 2010)